# Reidar Merli
Reidar Johannes Merli (ur. 1 kwietnia 1917 w Høland, zm. 29 grudnia 2007 w Kolbotn) – norweski zapaśnik.

## Lata młodości
W młodości oprócz zapasów uprawiał również biegi narciarskie, skoki narciarskie, kolarstwo, łyżwiarstwo i piłkę nożną.

## Kariera
W 1938 i 1939 zdobył mistrzostwo Arbeidernes Idrettsforbund.
W 1947 został wicemistrzem Europy w wadze koguciej (do 57 kg). W latach 1947–1953 był sześciokrotnie mistrzem Norwegii w tej samej wadze.
W 1948 i 1952 startował na igrzyskach olimpijskich w wadze koguciej. W Londynie zajął 6. miejsce, a w Helsinkach był 5.
W 1953 zakończył karierę.

## Życie prywatne
W 1941 poślubił Ingrid, z którą miał troje dzieci.